# 常光寺 (小山市)
常光寺（じょうこうじ）は、栃木県小山市にある浄土宗の寺院。

## 歴史
1311年（応長元年）、時宗の念仏堂が創建されたのを起源とする。その後の戦乱で廃寺化したが、1602年（慶長7年）小山政重（小山城城主小山秀綱の孫）によって中興された。その際に浄土宗に転宗した。
当寺には、怪談「累ヶ淵」で登場する、祐天が累の怨霊を成仏させるのに使った「祐天自刻の百万遍の数珠」が残されており、この功徳にあやかりたいと多くの人が参拝に訪れたという。

## 交通アクセス
- 小山駅より徒歩3分。